# Koppenhágai repülőtér
A Koppenhágai repülőtér (IATA: CPH, ICAO: EKCH) Dánia legforgalmasabb nemzetközi repülőtere, amely a fővárost, Koppenhágát szolgálja ki.

## Fekvése

A repülőtér térképe

A repülőtér Amager szigetén, Kastrup településen, Tårnby község területén található. Távolsága Koppenhága központjától mintegy 8 km, délkeleti irányban.
Közvetlen közúti és vasúti kapcsolatban áll a dán fővároson kívül a svédországi Malmővel is, az Øresund hídon keresztül.

## Közlekedés

### Metró
Itt található a koppenhágai metró 2-es vonalának végállomása (Lufthavnen).

### Vasút
A 3-as terminál alatt található a koppenhágai repülőtér vasútállomása, amely a Koppenhága–Malmö-vasútvonalon (Öresund-vonal) keresztül közvetlen vasúti összeköttetést biztosít a koppenhágai központi pályaudvarra, valamint Malmö centralstation állomásra.

## Története
A repülőtér 1925. április 20-án nyílt meg, a világ egyik első polgári repülőtereként, füves kifutópályával. 1932-ben már 6000 le- és felszállást hajtottak végre, ami 1939-re 50 000-re nőtt. Ennek megfelelően a repülőteret is ki kellett bővíteni, és ekkor épült a Vilhelm Lauritzen által tervezett új terminál is, amelynek kapacitása hatszorosa volt az előzőnek.
A második világháború alatt a forgalom töredékére csökkent. Egy baleset miatt 1941-ben megépítették az első beton kifutópályát, így a háború után a koppenhágai repülőtér Európa egyik legmodernebb – és nem utolsósorban épen maradt – repülőtere volt.
1946-ban indultak az első tengerentúli járatok; 1948-ban pedig a kontinens harmadik legnagyobb repülőtere volt az évi 300 000 utasnak köszönhetően. Az 1 milliós határt 1956-ban lépte át; egy évvel később szállt le az első sugárhajtású repülőgép Koppenhágában. 1960-ban nyílt meg a 2. terminál, és a fejlesztések tovább folytak, 1972-ben már 8 millió utast kellett kiszolgálni.
A repülőtér legújabb bővítése 1982-ben kezdődött (miután elvetették a Saltholm szigetére építendő új légikikötő tervét), és célja egy korszerű átszálló repülőtér kialakítása volt. A fejlesztések folyamatosan folytak. A 3. terminált 1998-ban adták át.
Az Øresund híd átadása jó hatással volt a repülőtérre, hiszen vonzáskörzete így Svédország déli részére is kiterjed. A Koppenhágát és Malmőt összekötő vasút megállója mindössze 100 méterre van a check-in pultoktól.

## Légitársaságok
A repülőtérről menetrend szerinti személyszállítást végző légitársaságok.

### 1. terminál
(Belföldi járatok)
- Cimber Air (Aalborg, Billund, Karup, Bornholm, Sønderborg – nemzetközi úti célok: lásd 2. és 3. terminál)
- Danish Air Transport (Bornholm)
- SAS (Aalborg, Århus – nemzetközi úti célok: lásd 3. terminál)

### 2. terminál
- Adria Airways (Ljubljana)
- Aeroflot (Moszkva-Seremetyjevo)
- Air France (Lyon, Párizs Charles de Gaulle, Strasbourg)
- Air Greenland (Kangerlussuaq, Narsarsuaq)
- Atlantic Airways (Vágar)
- British Airways (London-Heathrow-i repülőtér)
- Cimber Air (Henri Coandă nemzetközi repülőtér, Bázel, Newcastle, Palanga, Wroclaw – belföldi úti célok: lásd 1. terminál)
- CSA Czech Airlines (Prága)
- Danish Air Transport
- Delta Air Lines (Atlanta)
- easyJet (Berlin Schönefeld, London Stansted)
- Finnair (Helsinki)
- Flynordic (Stockholm-Arlanda)
- Iberia (Madrid)
- Iceland Express (Akureyri, Reykjavík, Egilsstadir)
- Iran Air (Teherán Mehrabad)
- Jet Time
- KLM Royal Dutch Airlines (Amszterdam)
- LOT (Varsó)
- Luxair
- MyTravel Airways
- Norwegian (Oslo–Gardermoen, Varsó)
- Novair
- Ostfriesische Lufttransport (Bréma)
- Pakistan International Airlines (Iszlamabád, Lahor, Oslo)
- Rossiya (Szentpétervár)
- Ryanair (Budapest, Edinburgh, Dublin, London, Róma, Madrid)
- Sky airlines
- SmartWings
- SN Brussels Airlines (Brüsszel)
- Sterling (Alicante, Amszterdam, Athén, Barcelona, Berlin Tegel, Biarritz, Budapest, Burgasz, Chania, Edinburgh, Faro, Genf, Gran Canaria, Krakkó, Lanzorate, Málaga, Montepellier, Nizza, Oslo, Palma de Mallorca, Párizs Charles de Gaulle, Prága, Róma Ciampino, Salzburg, Stockholm-Arlanda, Tenerife-dél, Velence)
- Swiss International Air Lines (Zürich)
- SyrianAir (Damaszkusz)
- TAP Portugal (Lisszabon, Stockholm-Arlanda)
- Transavia (Amszterdam)
- TUIfly Nordic
- Turkish Airlines (Ankara, Isztambul-Atatürk, Kayseri, Konya)

### 3. terminál

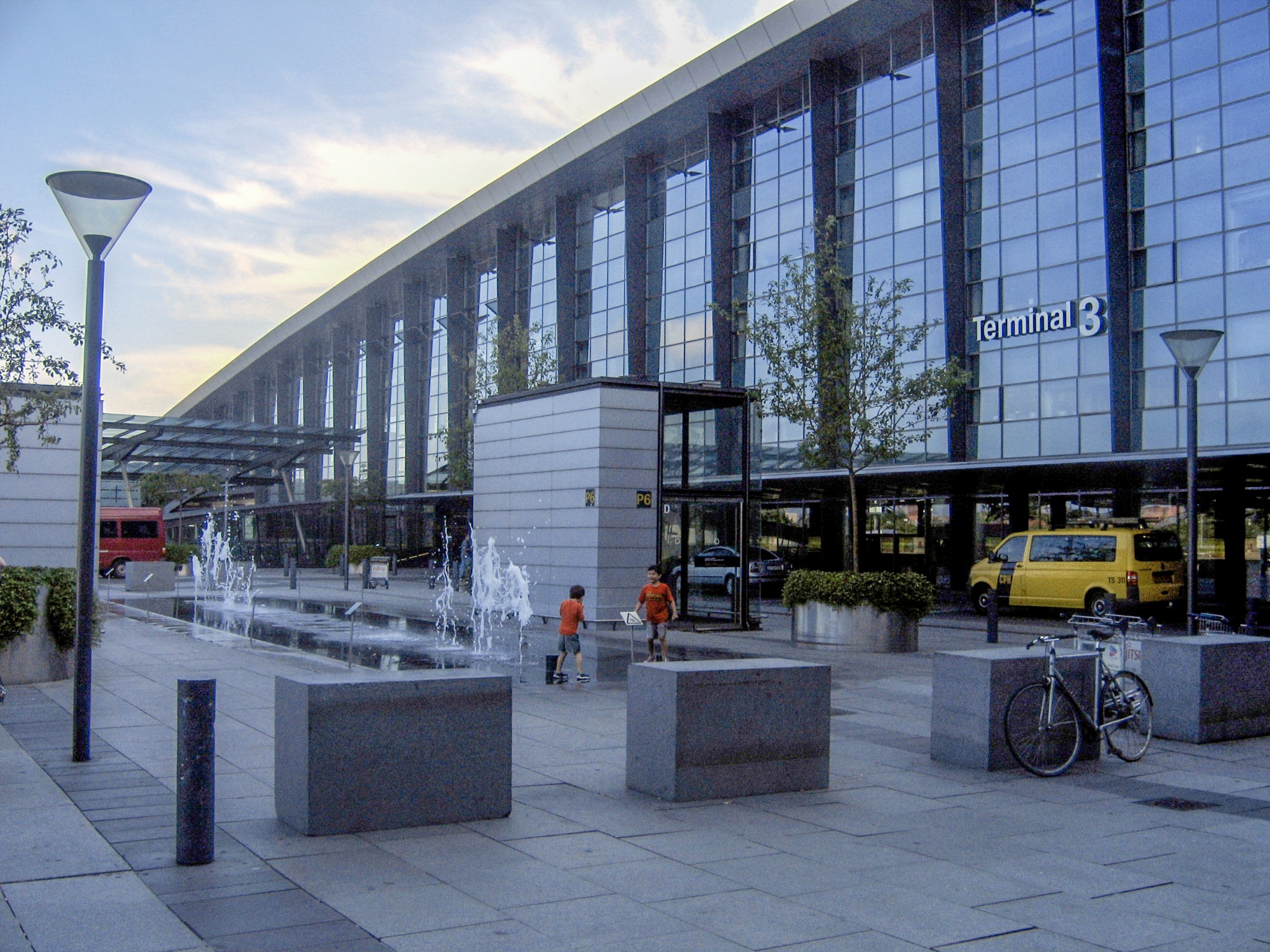
3. terminál

- Air Baltic (Kalinyingrád, Riga, Vilnius)
- Austrian Airlines (Bécs)
- Cimber Air (lásd 2. terminál)
- Icelandair (Reykjavík)
- Lufthansa (Frankfurt, München)
- SAS (Aberdeen, Amszterdam, Arvidsjaur, Athén, Bangkok, Peking, Bergen, Berlin Tegel, Birmingham, Brüsszel, Budapest, Chicago O'Hare, Köln/Bonn, Dublin, Düsseldorf, Frankfurt, Gdańsk, Genf, Göteborg, Hamburg, Hannover, Helsinki, Jönköping, Krakkó, Kristiansand, London City, London-Heathrow-i repülőtér, Luxembourg, Lyon, Madrid, Manchester, Milánó-Linate, Milánó-Malpensa, Moszkva-Seremetyjevo, München, New York Newark, Nizza, Nürnberg, Oslo, Palanga, Palma de Mallorca, Párizs Charles de Gaulle, Poznań, Prága, Róma Fiumicino, Szentpétervár, Seattle/Tacoma, Sanghaj Pudong, Stavanger, Stockholm-Arlanda, Stuttgart, Tampere, Tokió Narita, Turku, Vesteraas, Velence, Bécs, Varsó, Washington Dulles, Zürich)
- Singapore Airlines (Szingapúr)
- Skyways (Karlstad, Linköping, Örebro, Norrköping)
- Thai Airways International (Bangkok)
- Widerøe (Oslo-Torp, Stavanger, Trondheim)

## Forgalom
Az utasforgalom az elmúlt években az alábbi módon változott:
| Utasok száma | 18 082 158 | 17 707 742 | 20 877 533 | 21 529 857 | 21 501 473 | 24 066 917 | 26 608 869 | 29 177 761 | 7 525 441 | 22 143 135 |
|              | 2001       | 2003       | 2006       | 2008       | 2010       | 2013       | 2015       | 2017       | 2020      | 2022       |